# Margaretta Riley
Margaretta Riley, cuyo nombre antes de contraer matrimonio era Margaretta Hopper (1804 - 1899), fue una botánica inglesa. Fue la mujer y socia de John Riley, también botánico.
El cráter de Venus Riley fue nombrado en su honor.